# Owzūn Qayah
Owzūn Qayah (persiska: اوزون قیه) är en ort i Iran.   Den ligger i provinsen Östazarbaijan, i den nordvästra delen av landet, 500 km nordväst om huvudstaden Teheran. Owzūn Qayah ligger 450 meter över havet och antalet invånare är 115.
Terrängen runt Owzūn Qayah är kuperad åt nordost, men åt sydväst är den platt. Runt Owzūn Qayah är det ganska glesbefolkat, med 42 invånare per kvadratkilometer. Närmaste större samhälle är Abīsh Aḩmad, 17,3 km söder om Owzūn Qayah. Trakten runt Owzūn Qayah består till största delen av jordbruksmark.